# Karol Różycki (generał)
Karol Różycki herbu Poraj (ur. 5 listopada 1789 w Hucynówce pod Czerniejowcami w powiecie jampolskim, zm. 12 września 1870 w Paryżu) – polski pamiętnikarz i publicysta, generał powstania styczniowego.

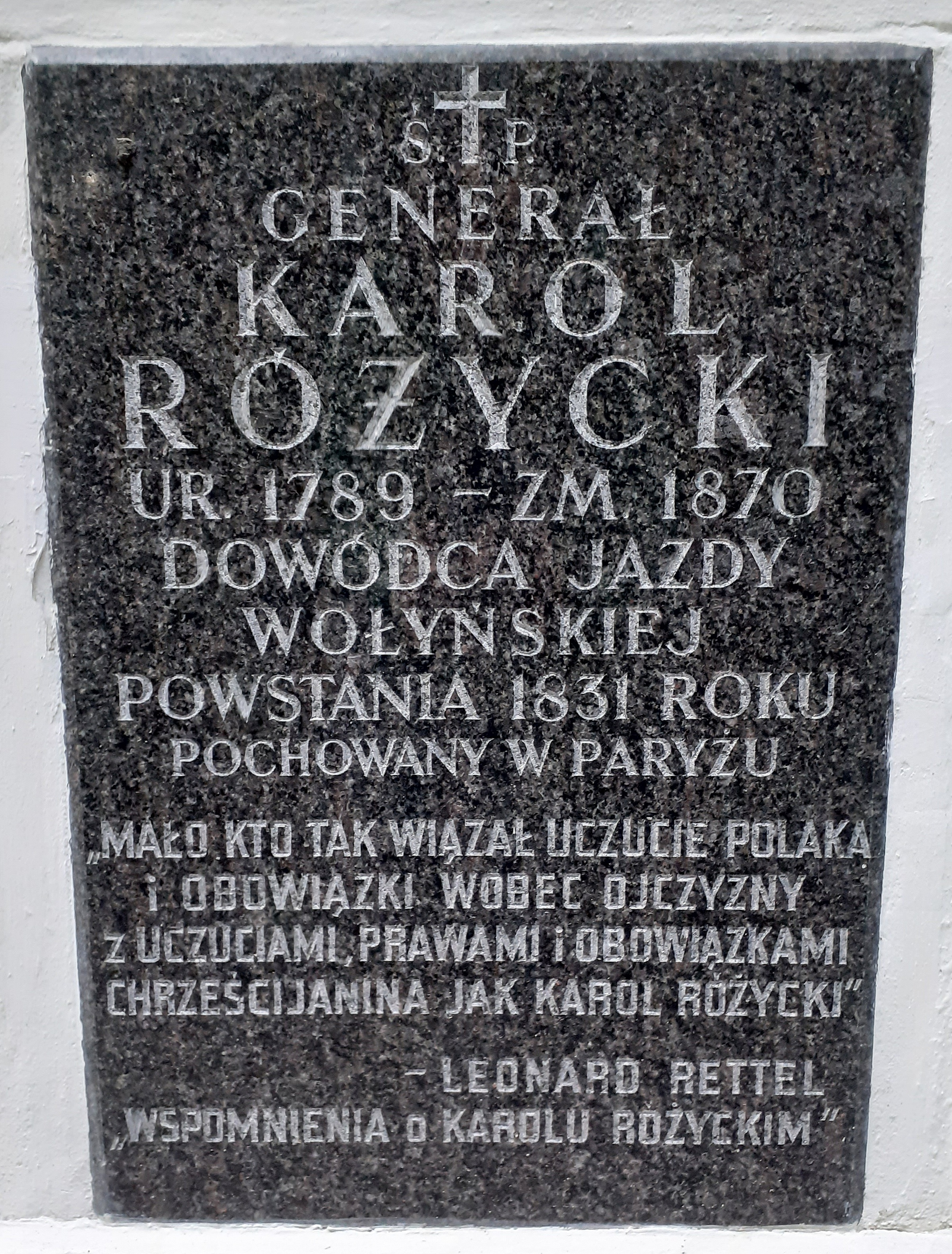
Tabliczka upamiętniająca na ścianie kościoła św. Karola Boromeusza w Warszawie

## Życiorys
Od 1809 służył w armii Księstwa Warszawskiego i jako oficer jazdy brał udział we wszystkich jej kampaniach w latach 1815–1822 w armii Królestwa Polskiego. Urlopowany gospodarował na Wołyniu. W 1828 roku uzyskał dymisję z wojska w stopniu kapitana i osiadł w otrzymanym w posagu od żony majątku w Hucie Cudnowskiej pod Cudnowem na Wołyniu. Po wybuchu powstania 1830 współorganizator sił zbrojnych na Wołyniu. Zobowiązał się do zorganizowania powstania w powiecie żytomierskim i machnowieckim. Zaczął od zorganizowania oddziału powstańczego w lasach Karowiniec Mały pod Żytomierzem, gdzie nową z 16 na 17 V 1831 r. zebrało się 130 ludzi, których Różycki podzielił na plutony i rozpoczął szkolenie. Następnie wyruszył w kierunku Podola chcąc połączyć się z oddziałem brygadiera Benedykta Kołyszki i stoczył z powodzeniem bitwę pod Cudnowem. Po otrzymaniu informacji o rozbiciu oddziału Kołyszki i wycofaniu się jego pozostałych wojsk do centralnej Polski, Różycki postanowił ruszyć z wojskiem do Zamościa. Po drodze pokonał dwie roty rosyjskie pod Moroczkami. Dotarł do Zamościa z 450 powstańcami. Jako dowódca Pułku Jazdy Wołyńskiej walczył w składzie Korpusu gen. Józefa Dwernickiego. 17 czerwca 1831 odznaczony Krzyżem Kawalerskim Orderu Virtuti Militari. 
Po kapitulacji wyemigrował do Francji pozostawiając na Wołyniu żonę i pięcioro dzieci. Działał w organizacjach demokratycznych (Młoda Polska, Towarzystwo Demokratyczne Polskie i inne). W 1842 związał się z A. Towiańskim.
W 1853 rząd turecki zaprosił go do swojej służby w stopniu generała. Propozycji nie przyjął.
Po wybuchu powstania styczniowego 1863, Rząd Narodowy wezwał go do udziału i awansował na generała. Przybył do Krakowa, ale po rozeznaniu sytuacji do działań nie przystąpił i wrócił do Paryża, tam zmarł. Pochowany na cmentarzu Montmartre. Ojciec Edmunda Różyckiego generała powstania styczniowego i szwagier Sadyka Paszy. Pradziad Ludomira Różyckiego.
Zmarli powstańcy 1863 zostali odznaczeni przez prezydenta RP Ignacego Mościckiego 21 stycznia 1933 roku Krzyżem Niepodległości z Mieczami.